# Hilara ghunzaensis
Hilara ghunzaensis är en tvåvingeart som beskrevs av Straka och Obuch 1984. Hilara ghunzaensis ingår i släktet Hilara och familjen dansflugor.
Artens utbredningsområde är Nepal. Inga underarter finns listade i Catalogue of Life.